# 瓦馬丘科

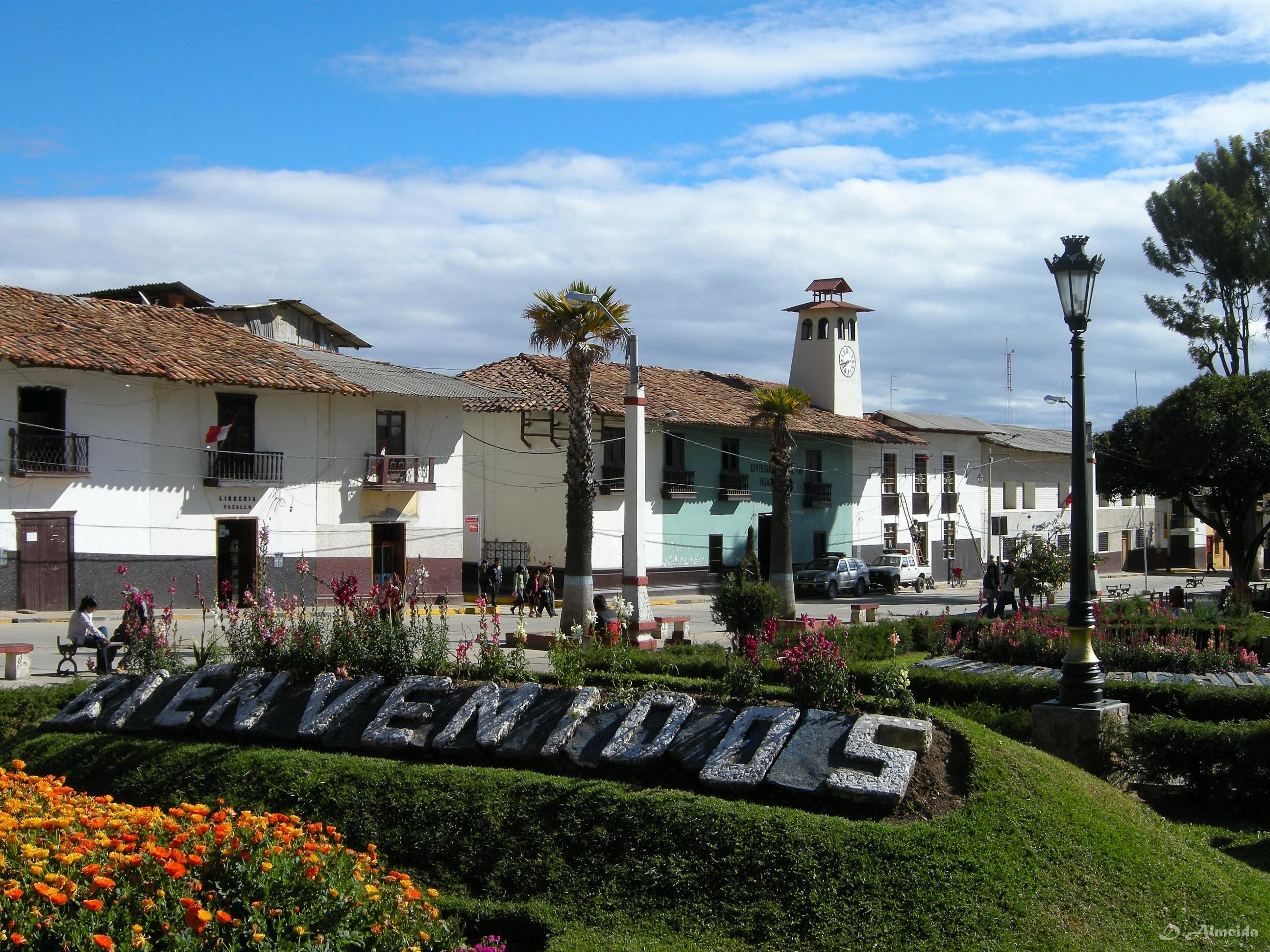

瓦馬丘科是秘魯的城市，位於該國西部，由拉利伯塔德大區負責管轄，距離卡哈馬卡100公里，始建於1551年，海拔高度3,169米，主要經濟活動是農業。

## 外部連結
- （西班牙文） Official municipal website （页面存档备份，存于）

7°48′43.3″S 78°2′55.3″W / 7.812028°S 78.048694°W